# Natuurpark Tejo Internacional

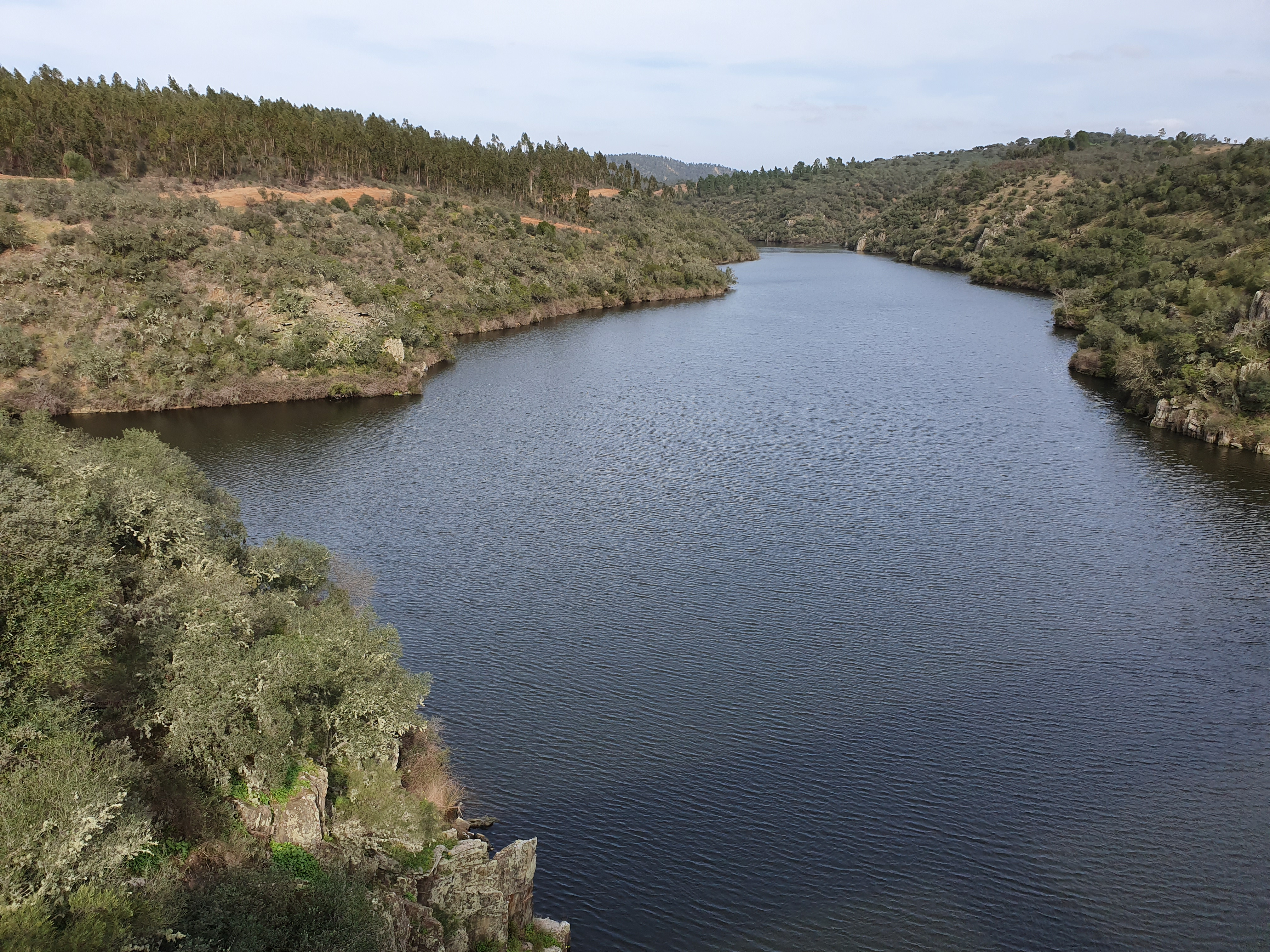

Het Natuurpark Tejo Internacional (Portugees: Parque natural do Tejo Internacional) is een natuurpark in Portugal. Het kreeg de status van beschermd in 2000.
Het park is 895,7 vierkante kilometer groot. Het sluit aan op het Spaanse natuurpark Parque Natural del Tajo Internacional. Het park omvat ook het kloofdal van de Taag op de grens met Spanje. 
Er komen verschillende soorten roofvogels voor, waaronder gieren.